# Штит (цваст)
Штит или прост штит (лат. Umbella) је врста цвасти која спада у групу простих рацемозних цвасти. Код ове врсте цвасти главна осовина је скраћена. Са врха главне осовине полазе цветне дршке на којима се налазе цветови. Цветови се приближно налазе у истој равни. Најчешће прво почну да цветају они цветови који се налазе на крајевима цвасти, док они у унутрашњости цвасти крену да цветају касније. Прост штит може да буде у саставу сложене цвасти дајући сложен штит.

## Примери
Ову врсту цвасти имају нпр. јагорчевина (лат. Primula vulgaris) и врсте рода лука Allium.